# Cosmosoma tyrrhene
Cosmosoma tyrrhene är en fjärilsart som beskrevs av Jacob Hübner 1827. Cosmosoma tyrrhene ingår i släktet Cosmosoma och familjen björnspinnare. Inga underarter finns listade i Catalogue of Life.